# ایزو ۲۱۶

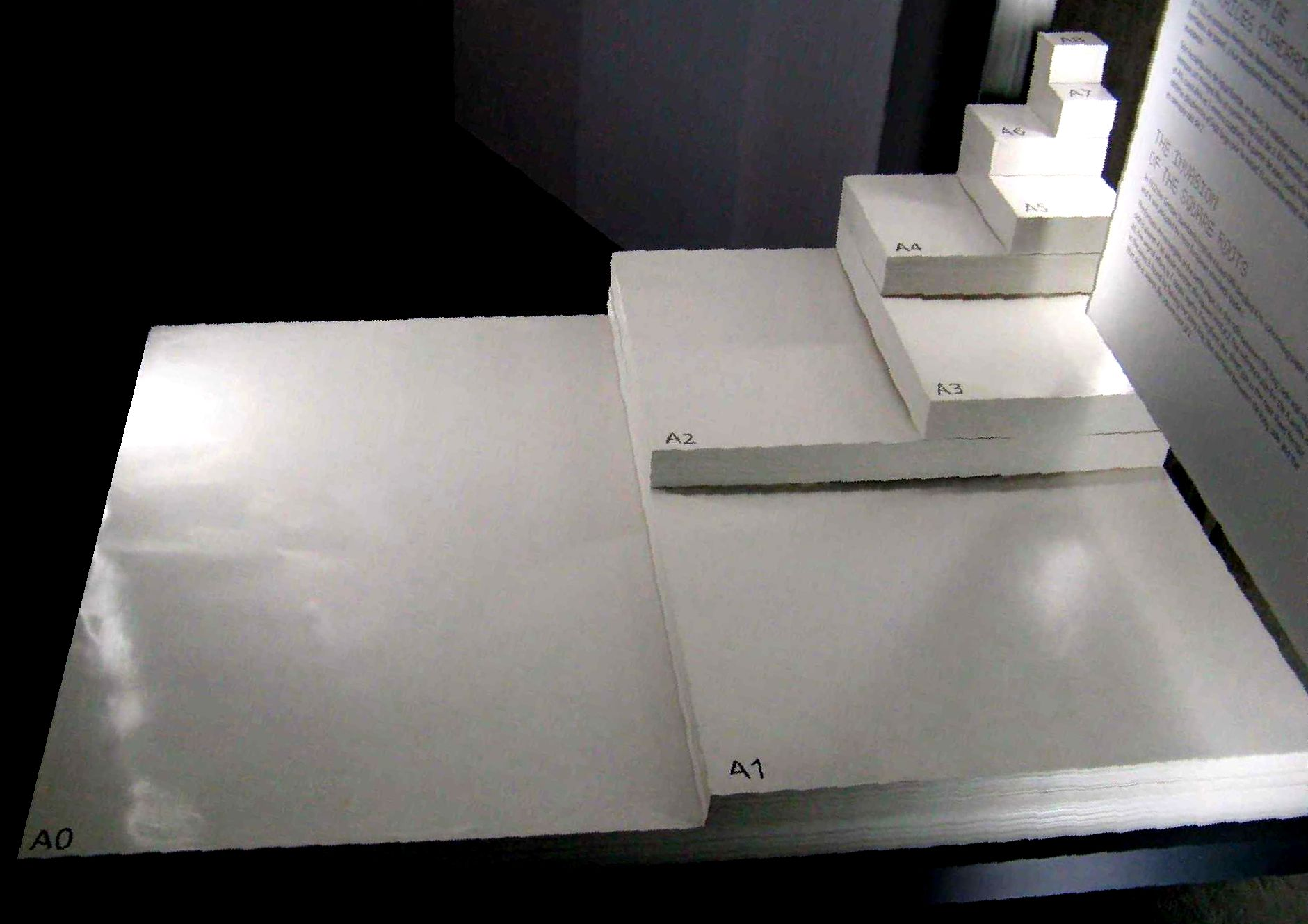
نمایش اندازه‌های کاغذ در فرمت‌های A0 تا A8، به نمایش گذاشته شده در موزه علوم CosmoCaixa Barcelona

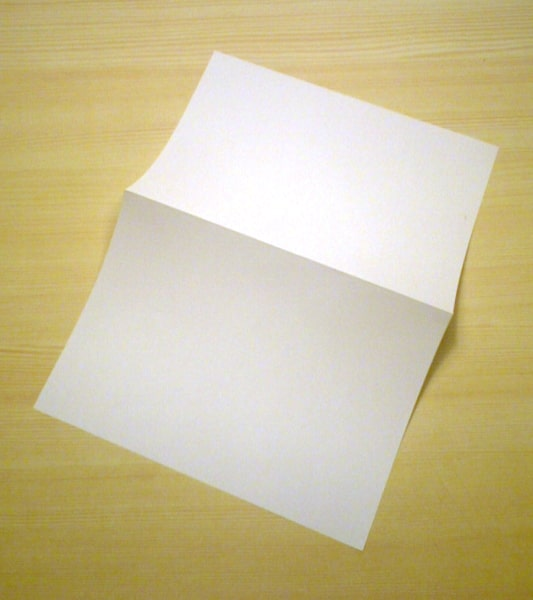
یک ورق کاغذ A4 که در دو صفحه اندازه A5 تا شده‌است

ISO 216 یک استاندارد بین‌المللی برای اندازه کاغذ است که در سراسر جهان به جز آمریکای شمالی و بخش‌هایی از آمریکای لاتین استفاده می‌شود. این استاندارد مجموعه‌ای از اندازه‌های کاغذ "A", "B" و "C" را تعریف می‌کند، من جمله A4، که رایج‌ترین اندازه کاغذ موجود در سراسر جهان است. دو استاندارد تکمیلی، ISO 217 و ISO 269، اندازه‌های کاغذ مرتبط را تعریف می‌کنند. سری ISO 269 " C " معمولاً در کنار اندازه‌های A و B بیان می‌شود.
همه اندازه‌های کاغذ ISO 216، ISO 217 و ISO 269 (به جز برخی از پاکت‌ها) دارای نسبت تصویر یکسان و برابربا √2:1 هستند که تا دقت میلی‌متر گرد شده‌اند. این نسبت دارای خاصیت منحصر به فردی است به طوری که در صورت برش یا تا زدن به نصف از طول، برگه‌های نصف شده نیز دارای نسبت ابعاد مشابه قبل هستند. هر اندازه کاغذ ISO، نصف مساحت اندازه کاغذ یک شماره بزرگتر از خود در همان سری است.

## ابعاد سری A, B و C

مقایسه اندازه کاغذ ISO 216 بین سایز A4 و A3 و قسمت توسعه داده شده سوئدی SIS 014711

| اندازه | فرمت‌های سری A | فرمت‌های سری A | فرمت‌های سری B | فرمت‌های سری B | فرمت‌های سری C | فرمت‌های سری C |
| اندازه | میلی‌متر       | اینچ          | میلی‌متر       | اینچ          | میلی‌متر       | اینچ          |
| ------ | ------------- | ------------- | ------------- | ------------- | ------------- | ------------- |
| ۰      | 0۸۴۱ × ۱۱۸۹   | ۳۳٫۱ × ۴۶٫۸   | ۱۰۰۰ × ۱۴۱۴   | ۳۹٫۴ × ۵۵٫۷   | 0۹۱۷ × ۱۲۹۷   | ۳۶٫۱ × ۵۱٫۱   |
| ۱      | 0۵۹۴ × 0۸۴۱   | ۲۳٫۴ × ۳۳٫۱   | 0۷۰۷ × ۱۰۰۰   | ۲۷٫۸ × ۳۹٫۴   | 0۶۴۸ × 0۹۱۷   | ۲۵٫۵ × ۳۶٫۱   |
| ۲      | 0۴۲۰ × 0۵۹۴   | ۱۶٫۵ × ۲۳٫۴   | 0۵۰۰ × 0۷۰۷   | ۱۹٫۷ × ۲۷٫۸   | 0۴۵۸ × 0۶۴۸   | ۱۸٫۰ × ۲۵٫۵   |
| ۳      | 0۲۹۷ × 0۴۲۰   | ۱۱٫۷ × ۱۶٫۵   | 0۳۵۳ × 0۵۰۰   | ۱۳٫۹ × ۱۹٫۷   | 0۳۲۴ × 0۴۵۸   | ۱۲٫۸ × ۱۸٫۰   |
| ۴      | 0۲۱۰ × 0۲۹۷   | 0۸٫۳ × ۱۱٫۷   | 0۲۵۰ × 0۳۵۳   | 0۹٫۸ × ۱۳٫۹   | 0۲۲۹ × 0۳۲۴   | 0۹٫۰ × ۱۲٫۸   |
| ۵      | 0۱۴۸ × 0۲۱۰   | 0۵٫۸ × 0۸٫۳   | 0۱۷۶ × 0۲۵۰   | 0۶٫۹ × 0۹٫۸   | 0۱۶۲ × 0۲۲۹   | 0۶٫۴ × 0۹٫۰   |
| ۶      | 0۱۰۵ × 0۱۴۸   | 0۴٫۱ × 0۵٫۸   | 0۱۲۵ × 0۱۷۶   | 0۴٫۹ × 0۶٫۹   | 0۱۱۴ × 0۱۶۲   | 0۴٫۵ × 0۶٫۴   |
| ۷      | 0۷۴ × 0۱۰۵    | 0۲٫۹ × 0۴٫۱   | 0۸۸ × 0۱۲۵    | 0۳٫۵ × 0۴٫۹   | 0۸۱ × 0۱۱۴    | 0۳٫۲ × 0۴٫۵   |
| ۸      | 0۵۲ × 0۷۴     | 0۲٫۰ × 0۲٫۹   | 0۶۲ × 0۸۸     | 0۲٫۴ × 0۳٫۵   | 0۵۷ × 0۸۱     | 0۲٫۲ × 0۳٫۲   |
| ۹      | 0۳۷ × 0۵۲     | 0۱٫۵ × 0۲٫۰   | 0۴۴ × 0۶۲     | 0۱٫۷ × 0۲٫۴   | 0۴۰ × 0۵۷     | 0۱٫۶ × 0۲٫۲   |
| ۱۰     | 0۲۶ × 0۳۷     | 0۱٫۰ × 0۱٫۵   | 0۳۱ × 0۴۴     | 0۱٫۲ × 0۱٫۷   | 0۲۸ × 0۴۰     | 0۱٫۱ × 0۱٫۶   |
|        |               |               |               |               |               |               |

## تاریخچه
قدیمی‌ترین و شناخته شده‌ترین مورد در اشاره به مزایای استفاده از اندازه کاغذ بر اساس نسبت ابعاد √2، نامه ای است که در ۲۵ اکتبر ۱۷۸۶ توسط دانشمند آلمانی جرج کریستف لیختنبرگ به یوهان بکمن نوشته شده‌است.
فرمت‌هایی که به اندازه کاغذهای ایزو A2، A3، B3، B4 و B5 تبدیل شدند در فرانسه توسعه داده شده‌اند. این ابعاد در قانون ۱۷۹۸ که در رابطه با مالیات بر نشریات بود آورده شده بودند و مالیات بر اساس اندازه صفحات تعیین شده بود.

مقایسه اندازه‌های A4 (خاکستری سایه دار) و C4 با برخی از اندازه‌های مشابه کاغذ معمولی و کاغذ عکاسی

تلاش‌های ابتدایی در این زمینه با حضور «قانون مُهر» (به فرانسوی: Loi sur le timbre) در ابتدای سده ۱۹ شروع شده بود. حدوداً صد سال بعد در ۱۹۱۱ تلاش‌هایی برای ایجاد یک سیستم قالب‌های کاغذ استاندارد بر مبنای روش‌های علمی توسط انجمن Die Brücke – Internationales Institut zur Organisierung der geistigen Arbeit (پل – مؤسسه بین‌المللی برای سازماندهی کار فکری) و به پیشنهاد ویلهلم اوستوالد، به عنوان جایگزینی برای انواع قالب‌های کاغذی گسترده صورت گرفته بود. هدف این تلاش ارزان‌تر و کارآمدتر کردن چاپ کاغذی، تولید و ذخیره‌سازی اسناد بود که به عنوان یک قالب جهانی (به آلمانی Weltformat) برای اندازه‌های کاغذ بر اساس نسبت ۱:√2 بنا نهاده شده بود. این پیشنهاد اشاراتی داشت به استدلال ارائه شده توسط نامه ۱۷۸۶ لیختنبرگ، و پیوند دادن آن به سیستم متریک و استفاده از ۱ سانتی‌متر به عنوان عرض قالب پایه. دبلیو پورستمن (به آلمانی W. Porstmann) در مقاله‌ای طولانی که در سال ۱۹۱۸ منتشر شد، استدلال کرد که طول کاغذ نمی‌تواند پایه محکمی برای سیستم اندازه‌های کاغذ که بر روی سطوح (اشاره به میزهای اداری دارد) استفاده می‌شود باشد، بلکه باید مبنا را مساحت در نظر گرفت. بدین وسیله قالب کاغذها با استفاده از دو فرمول x/y = ۱:√۲ و x×y = ۱ تعریف شدند و با به کار بردن واحد اندازه‌گیری متر مربع، به سیستم متریک پیوند داده شدند. پورستمن این استدلال را نیز اضافه کرد که قالب جعبه های کاغذی، مانند پاکت نامه، باید ۱۰ درصد بزرگتر از قالب کاغذ باشد.
در سال ۱۹۲۱، پس از یک بحث طولانی و مداخله ای دیگر توسط دبلیو پورستمن، کمیته استانداردهای صنعت آلمان یا NADI (به آلمانی Normenausschuß der deutschen Industrie) که امروز به مؤسسه استاندارد آلمان یا DIN شناخته می‌شود، استاندارد آلمانی DI Norm 476 شامل مشخصات اصولی ۴ سری از قالب‌های کاغذی با نسبت ۱:√2 را منتشر کرد. در این استاندارد سری A به عنوان فرمت ترجیحی و پایه ای برای سری‌های دیگر تعریف شده‌است. همه اندازه‌ها تا میلی‌متر گرد می‌شوند. A0 با احتساب خطای گرد کردن دارای مساحت ۱ متر مربع، دارای عرض ۸۴۱ میلی‌متر و ارتفاع ۱۱۸۹ میلی‌متر است؛ بنابراین مساحت واقعی کاغذ برابر ۰٫۹۹۹۹۴۹ مترمربع خواهد بود. A4 به عنوان اندازه کاغذ استاندارد برای مکاتبات تجاری، اداری و دولتی و A6 برای کارت پستال توصیه می‌شود. سری B بر اساس اندازه B0 با عرض ۱ متر، اندازه C0 دارای ۹۱۷ میلی‌متر × ۱۲۹۷ میلی‌متر و D0 دارای اندازه۷۷۱ میلی‌متر × ۱۰۹۰ میلی‌متر هستند. سری C پایه قالب‌های پاکت نامه است.
این کار استانداردسازی آلمانی با مشارکت کشورهای دیگر همراه شد و مفهوم قالب کاغذی منتشر شده DIN سریعاً به عنوان یک استاندارد ملی در بسیاری از کشورهای دیگر معرفی شد، مثالاً، بلژیک (۱۹۲۴)، هلند (۱۹۲۵)، نروژ (۱۹۲۶)، سوئیس (۱۹۲۹)، سوئد (۱۹۳۰)، اتحاد جماهیر شوروی (۱۹۳۴)، مجارستان (۱۹۳۸)، ایتالیا (۱۹۳۹)، فنلاند (۱۹۴۲)، اروگوئه (۱۹۴۲)، آرژانتین (۱۹۴۳)، برزیل (۱۹۴۳)، اسپانیا (۱۹۴۷) اتریش (۱۹۴۸)، رومانی (۱۹۴۹)، ژاپن (۱۹۵۱)، دانمارک (۱۹۵۳)، چکسلواکی (۱۹۵۳)، اسرائیل (۱۹۵۴)، پرتغال (۱۹۵۴)، یوگسلاوی (۱۹۵۶)، هند (۱۹۵۷)، لهستان (۱۹۵۷) بریتانیا (۱۹۵۹)، ونزوئلا (۱۹۶۲)، نیوزیلند (۱۹۶۳)، ایسلند (۱۹۶۴)، مکزیک (۱۹۶۵)، آفریقای جنوبی (۱۹۶۶)، فرانسه (۱۹۶۷)، پرو (۱۹۶۷)، ترکیه (۱۹۶۷)، شیلی (۱۹۶۸)، یونان (۱۹۷۰)، زیمبابوه (۱۹۷۰)، سنگاپور (۱۹۷۰)، بنگلادش (۱۹۷۲)، تایلند (۱۹۷۳)، باربادوس (۱۹۷۳)، استرالیا (۱۹۷۴)، اکوادور (۱۹۷۴)، کلمبیا (۱۹۷۵) و کویت (۱۹۷۵).
نهایتاً در سال ۱۹۷۵ هم به یک استاندارد بین‌المللی (ایزو ۲۱۶) و هم به فرمت سند رسمی سازمان ملل تبدیل شد و امروزه تقریباً در همه کشورهای جهان به استثنای ایالات متحده آمریکا، کانادا، مکزیک، پرو، کلمبیا، و جمهوری دومینیکن استفاده می‌شود.
در سال ۱۹۷۷، یک تولیدکننده بزرگ خودرو آلمانی مطالعه ای بر روی قالب‌های کاغذی یافت شده در نامه‌های دریافتی خود انجام داد و به این نتیجه رسید که از ۱۴۸ کشور مورد بررسی، ۸۸ کشور از فرمت‌های سری A استفاده می‌کردند.

## مزایا
مزیت اصلی این سیستم مقیاس‌پذیری آن است. کاغذ مستطیلی با نسبت ابعاد √2 این ویژگی منحصر به فرد را دارد که وقتی در راستای طولی از وسط بریده یا تا شود، هر نیمه دارای نسبت تصویر √2 مانند کل ورق قبل از تقسیم شدن است. به همین ترتیب، اگر کسی ضلع بلندتر دو ورق کاغذ هم اندازه با نسبت ابعاد √2 را در کنار هم بگذارد، مستطیل بزرگتری با نسبت ابعاد √2 تشکیل می‌دهد و به مساحت دو برابر هر کدام از ورق‌های قبلی می‌رسد.
سیستم ایزوی اندازه کاغذ، از خاصیت نسبت ابعاد √2 استفاده می‌کند. در هر سری از اندازه‌ها (مثلاً سری A)، بزرگ‌ترین اندازه با ۰ شماره گذاری می‌شود (مثلاً A0) و اندازه‌های متوالی بعدی (مثلاً A1، A2 و غیره) نصف مساحت اندازه قبل از خود را دارد. اندازه جدید تا دقت میلی‌متر گرد شده‌است. یک بروشور تا شده را می‌توان با استفاده از یک برگه با اندازه بزرگتر از آن تهیه کرد (به عنوان مثال، یک برگه A4 از وسط تا می‌شود تا بروشور با صفحات A5 ساخته شود. یک دستگاه فتوکپی یا چاپگر اداری را می‌توان برای کاهش صفحه از A4 به A5 یا بزرگنمایی صفحه از A4 به A3 طراحی کرد. به‌طور مشابه، دو ورق A4 را می‌توان کوچک کرد تا در یک صفحه A4 بدون کاغذ خالی اضافی قرار گیرد.
با این سیستم محاسبه وزن کاغذ نیز ساده می‌شود. بر اساس ایزو ۵۳۶، گرماژ کاغذ به عنوان جرم ورق بر حسب گرم (g) در هر مساحت بر حسب متر مربع تعریف می‌شود (که نماد واحد g/m2 است؛ اختصار غیر استاندارد "gsm" نیز استفاده می‌شود). می‌توان گرماژ اندازه‌های دیگر را با تقسیم حسابی g/m2 به دست آورد. یک ورق استاندارد A4 از 80 g/m2 کاغذ با وزن ۵ گرم ساخته شده، زیرا 1/16 یک کاغذ A0 است.
ایزو ۲۱۶ و استانداردهای مربوط به آن برای اولین بار بین سال‌های ۱۹۷۵ و ۱۹۹۵ منتشر شد:
- ISO 216:2007، سری A و B اندازه کاغذ را تعریف می‌کند
- ISO 269:1985، سری C را برای پاکت‌ها تعریف می‌کند
- ISO 217:2013، سری RA و SRA از اندازه‌های کاغذ خام ("برش داده نشده") را تعریف می‌کند

## خواص

### یک سری
کاغذ در قالب سری A دارای نسبت ابعاد √2 (≈ ۱٫۴۱۴، وقتی گرد شود) دارد. A0 به گونه ای تعریف می‌شود که قبل از گرد کردن به دقت میلی‌متر، مساحت آن ۱ مترمربع باشد. اندازه‌های متوالی کاغذ در این سری (A1، A2، A3، و غیره) با نصف کردن مساحت اندازه کاغذ قبلی و گرد کردن به سمت پایین تعریف می‌شوند، به طوری که طول ضلع بلند کاغذ A(n + 1) با طول ضلع کوتاه A(n) برابر است؛ بنابراین، اندازه بعدی تقریباً نیمی از اندازه قبلی است؛ بنابراین، یک صفحه A1 می‌تواند دقیقاً و تنها دو صفحه A2 را در خود جای دهد.
پرکاربردترین این سری سایز A4 است که ۲۱۰ در ۲۹۷ میلیمتر (۸٫۳ در ۱۱٫۷ اینچ) می‌باشد و بنابراین مساحت آن دقیقاً ۱⁄۱۶ متر مربع (۰٫۰۶۲۵ متر مربع؛ ۹۶٫۸۷۵۲ اینچ مربع). برای مقایسه، اندازه قالب کاغذ نامه که معمولاً در آمریکای شمالی استفاده می‌شود (۸ ۱⁄۲ در ۱۱ اینچ (۲۲۰ در ۲۸۰ میلیمتر)) حدود 6 mm یا 0.24in پهن‌تر و 18mm یا 0.71in کوتاه‌تر از A4 است. و همچنین اندازه کاغذ A5 نصف A4 است، یعنی 148
mm × 210mm (5.8in × 8.3in).
منطق هندسی برای استفاده از جذر ۲ این است که نسبت ابعاد هر مستطیل جدید را پس از برش یا تا کردن یک ورق سری A به نصف، از وسط ضلع بزرگتر، حفظ کنیم. یک مستطیل با ضلع بلندتر، x و ضلع کوتاهتر، y، با اطمینان از نسبت ابعاد آن،x/y، مانند مستطیل به اندازه نصف آن خواهد بود،y/x/2، که به این معنی است

### سری B
سری B در استاندارد به این صورت تعریف شده‌است: «یک سری فرعی از اندازه‌ها با قرار دادن میانگین‌های هندسی بین اندازه‌های مجاور سری A به ترتیب به دست می‌آید.» استفاده از میانگین هندسی باعث می‌شود هر مرحله در اندازه‌های: B0، A0، B1، A1، B2 … با همان فاکتور کوچکتر از مرحله قبلی باشد. مانند سری A، طول‌های سری B دارای نسبت √2 هستند، و تا کردن یکی از وسط (و گرد کردن آن تا دقت میلی‌متر) قالب بعدی را در سری به دست می‌دهد. ضلع کوتاهتر B0 دقیقاً ۱ متر است.
همچنین یک سری B ژاپنی ناسازگار وجود دارد که JIS نام دارد و ۱٫۵ برابر مساحت سری JIS A مربوط (که با سری ایزو A یکسان است) تعریف می‌شود. بنابراین، طول کاغذهای سری B JIS، تقریباً √1.5 ≈ ۱٫۲۲ برابر طول کاغذهای سری A است. در مقایسه، طول کاغذهای سری B ایزو تقریباً √2 ≈ ۱٫۱۹ برابر طول کاغذهای سری A است.

### سری C
فرمت‌های سری C میانگین هندسی بین فرمت‌های سری B و سری A با همان شماره بندی هستند (به عنوان مثال، C2 میانگین هندسی بین B2 و A2 است). نسبت عرض به ارتفاع مانند سری A و B √2 است. فرمت‌های سری C عمدتاً برای پاکت نامه استفاده می‌شود. یک صفحه A4 باز شده در پاکت C4 قرار می‌گیرد. پاکت‌های سری C از همان اصل نسبت صفحات سری A پیروی می‌کنند. به عنوان مثال، اگر یک صفحه A4 از وسط تا شود به طوری که اندازه آن A5 باشد، در پاکت C5 (که به اندازه یک پاکت C4 از وسط تا شده‌است) قرار می‌گیرد؛ بنابراین طول کاغذهای سری ایزو C تقریباً √2 ≈ ۱٫۰۹ برابر کاغذهای سری A است.
کاغذهای A, B، و C به عنوان بخشی از یک تصاعد هندسی، با نسبت طول اضلاع متوالی √2 هستند. اگرچه هیچ اندازه ای بین Bn و A(n − ۱) وجود ندارد: A4، C4، B4، "D4"، A3، … ; یک سری خاص D در توسعه سوئدی سیستم وجود دارد.

## دقت‌ها
تلورانس‌های مشخص شده در استاندارد عبارتند از:
- ۱٫۵ ± میلی‌متر برای ابعاد تا ۱۵۰ میلی‌متر،
- ± ۲٫۰ میلی‌متر برای ابعاد در محدوده ۱۵۰ تا ۶۰۰ میلی‌متر، و
- ± ۳٫۰ میلی‌متر برای ابعاد بالای ۶۰۰ میلی‌متر

این مشخصات به مقایسه بین سری‌های A, B و C مربوط می‌شود.

## کاربرد
فرمت‌های ایزو ۲۱۶ بر اساس نسبت 1:√۲ سازماندهی شده‌اند. دو ورق در کنار هم با هم نسبت یکسانی دارند. به عنوان مثال، در مقیاس بندی در زمان فتوکپی، دو برگه A4 کوچک شده به اندازه A5 دقیقاً روی یک برگه A4 و یک صفحه A4 در اندازه بزرگ‌نمایی شده روی یک صفحه A3 قرار می‌گیرد. در همه موارد، نه اسراف وجود دارد و نه کسری.
کشورهای اصلی که به‌طور کلی از اندازه کاغذ ایزو استفاده نمی‌کنند، ایالات متحده و کانادا هستند که از اندازه کاغذ آمریکای شمالی استفاده می‌کنند. اگرچه آنها رسماً فرمت کاغذ ایزو ۲۱۶ را نیز پذیرفته‌اند، مکزیک، پاناما، پرو، کلمبیا، فیلیپین و شیلی نیز از اندازه کاغذهای آمریکایی استفاده می‌کنند.
ورق‌های مستطیل شکل با نسبت 1:√۲ در تا کردن کاغذ محبوب هستند، مانند اوریگامی، از این جهت گاهی اوقات آنها را "مستطیل‌های A4" یا "مستطیل‌های نقره ای" می‌نامند. در کاربردهای دیگر، اصطلاح «مستطیل نقره» می‌تواند به مستطیلی به نسبت 1:(1+√۲) اشاره کند که به نسبت نقره ای معروف است.

## انطباق با ضخامت قلم فنی

راپیدوگراف‌های روترینگ در اندازه‌های نوک ISO

یک مکمل مهم برای اندازه‌های کاغذ ISO، به ویژه سری A، ضخامت خطوط ترسیم فنی مشخص شده در ایزو ۱۲۸ است. به عنوان مثال، خط نوع A ("پیوسته - ضخیم"، که برای "خطوط قابل مشاهده" استفاده می‌شود) دارای ضخامت استاندارد ۰٫۷ میلی‌متر است بر روی یک ورق با اندازه A0، و برابر ۰٫۵ میلی‌متر روی یک ورق A1 و ۰٫۳۵ میلی‌متر در A2، A3، یا A4.
عرض قلم‌های فنی ۰٫۱۳، ۰٫۱۸، ۰٫۲۵، ۰٫۳۵، ۰٫۵، ۰٫۷، ۱٫۰، ۱٫۴۰، و ۲٫۰ میلی‌متر، در ایزو ۹۱۷۵–۱ مشخص شده‌است. به هر اندازه، کدهای رنگی اختصاص داده می‌شود تا تشخیص آسان توسط پیش نویس تسهیل شود. این اندازه‌ها مجدداً با ضریب √2 افزایش می‌یابند، به طوری که قلم‌های خاص را می‌توان بر روی اندازه‌های خاص کاغذ استفاده کرد، و سپس اندازه کوچکتر یا بزرگ‌تر بعدی را می‌توان به ترتیب پس از کوچک یا بزرگ‌تر کردن برای ادامه طراحی استفاده کرد.
| عرض خط (mm) | ۰٫۱۰ | ۰٫۱۰  | ۰٫۱۳ | ۰٫۱۳  | ۰٫۱۸ | ۰٫۱۸ | ۰٫۲۵ | ۰٫۲۵ | ۰٫۳۵ | ۰٫۳۵ | ۰٫۵۰ | ۰٫۵۰    | ۰٫۷۰ | ۰٫۷۰ | ۱٫۰ | ۱٫۰    | ۱٫۴ | ۱٫۴ | ۲٫۰ | ۲٫۰     |
| رنگ         |      | بلوطی |      | صورتی |      | قرمز |      | سفید |      | زرد  |      | قهوه ای |      | آبی  |     | نارنجی |     | سبز |     | خاکستری |

لوگوی Micronorm

استاندارد قبلی DIN 6775 که ایزو ۹۱۷۵–۱ بر اساس آن ساخته شده‌است، برای شناسایی آسان قلم‌ها و الگوهای سازگار با استاندارد عبارت و نماد را تعریف و مشخص کرده که با نام میکرونرم ((به انگلیسی: Micronorm)) شناخته می‌شود و ممکن است هنوز در برخی از تجهیزات فنی پیش نویس یافت شود.

## لینک‌های خارجی
- اندازه‌های استاندارد بین‌المللی کاغذ: جزئیات و منطق ISO 216
- ایزو ۲۱۶ در iso.org
- مقاله‌های ویلهلم استوالد که به نامه لیختنبرگ ارجاع می‌دهد، و دبلیو پورستمن که یک سیستم متریک از هنجارها را برای قالب‌ها برای طول‌ها، سطوح (صفحه‌ها) و حجم‌ها مشخص می‌کند، که زمینه را برای سری DIN، در آلمانی فراهم می‌کند.
- راهنمای اندازه کاغذ. "ایزو 216 - اندازه‌های کاغذ A".
- توضیح اندازه کاغذ